# Thiraphat Nuntagowat
Thiraphat Nuntagowat (thailändisch ธีรภัทร์ นันทโกวัฒน์; * 5. Januar 2005) ist ein thailändischer Fußballspieler.

## Karriere
Thiraphat Nuntagowat erlernte das Fußballspielen in der Jugend von Muangthong United. Nach der Jugend wechselte er Mitte 2023 zum Drittligisten Assumption United FC. Mit dem Verein aus der Hauptstadt Bangkok spielte er viermal in der Western Region der Liga. Im Januar 2024 kehrte er zu seinem Jugendverein Muangthong United zurück. Der Verein aus Pak Kret, einem Vorort von Bangkok, spielt in der ersten Liga. Sein Erstligadebüt gab Thiraphat Nuntagowatt am 31. März 2024 (22. Spieltag) im Heimspiel gegen den Police Tero FC. Bei dem 3:1-Erfolg wurde er in der 85. Minute für Picha Autra eingewechselt. Am 24. Mai 2025 stand er mit Muangthong im Finale des FA Cups, das man mit 3:2 gegen den Meister Buriram United verlor.

## Erfolge
Muangthong United
- Thailändischer Pokalfinalist: 2024/25